# Escut de Vilaür
L'escut oficial de Vilaür té el següent blasonament:
Escut caironat: de sinople, una vila d'or sobremuntada de 3 còdols d'or malordenats. Per timbre, una corona mural de poble.

## Història
Va ser aprovat el 26 de març de 1991 i publicat al DOGC el 15 d'abril del mateix any amb el número 1430.
La vila emmurallada és un senyal parlant al·lusiu al nom del poble. Els tres còdols del capdamunt són l'atribut de sant Esteve, patró de la localitat, ja que aquest protomàrtir fou mort per lapidació.